# Претварање (рагби 15)
Претварање  (енгл. Conversion kick) је један од четири начина поентирања у рагбију. Након што је нападачка екипа постигла есеј, она и шутира за 2 поена на гол. Играч поставља лопту на чуњ и има довољно времена да се сконцентрише пре шута ногом на гол. Шутер може приближити лопту голу највише 5 метара од гола, или је поставити далеко колико год хоће. Шутира се паралелно са места где је постигнут есеј. Примера ради, ако је рагбиста постигао есеј у десном делу есеј простра, шутира се са произвољне даљине, али обавезно са десне стране, тачно у линији где је спуштена лопта.